# Gannayakanahalli, Hiriyur
Gannayakanahalli là một làng thuộc tehsil Hiriyur, huyện Chitradurga, bang Karnataka, Ấn Độ.